# 독전 2
《독전 2》(영어: Believer 2)는 2023년 공개된 대한민국의 범죄, 액션, 모험 영화이다. 
백씨 감독이 연출을 맡았으며, 2018년 영화 《독전》의 후속 작품이다.

## 줄거리
용산역에서 벌인 지독한 혈투 이후, 여전히 이선생 조직을 쫓는 '원호'와 사라진 '락', 그리고 그들 앞에 다시 나타난 '브라이언'과 새로운 인물 '큰칼'의 숨 막히는 전쟁을 그린 범죄 액션 영화

## 캐스팅
- 조진웅 : 조원호 역 - 마약 조직의 수장인 '李선생'을 쫓는 독한 신념의 형사. 본작의 주인공.
- 차승원 : 브라이언 리 역 - 원호의 수사 리스트 상에 없던 미스테리한 인물. 본작의 메인 빌런.
- 한효주 : 큰칼 역 - 본명 섭소천(嗫小倩). 조직의 보스 '이선생'의 실체를 알고 있는 인물. 본작의 메인 악녀이자 최종 보스.
- 오승훈 : 서영락 역 - 조직에서 버림받았던 조직원. 본작의 서브 주인공.
- 서하정 : 은관 역
- 김동영 : 만코 역 - 농아 남매 중 오빠.
- 이주영 : 로나 역 - 농아 남매 중 동생.
- 강승현 : 김소연 역 - 서울동부경찰서 마약수사대 1팀 형사.
- 정준원 : 강덕천 역 - 서울동부경찰서 마약수사대 1팀 형사.
- 조한철 : 제이 역 - 태국 이선생 조직 조직원.
- 이상희 : 덕천의 아내 역
- 최광일 : 송청장 역 - 서울지방경찰청장(치안정감).
- 박해준 : 박선창 역
- 양익준 : 우반장 역
- Tzi Ma : 이선생 역
- 변요한 : 진하림 역
- 김덕배
- 전석호 : 중역간부 역 (특별출연)
- 김낙균 : 기술자 역

## 일본판 성우진
- 시로쿠마 히로시 : 조원호(조진웅)
- ? : 브라이언 리(차승원)
- 히가시우치 마리코 : 큰칼(한효주)
- 카지카와 쇼헤이 : 서영락(오승훈)
- 아키요시 유이 : 은관(서하정)
- ? : 만코(김동영)
- ? : 로나(이주영)
- 오오츠카 코토미 : 김소연(강승현)
- 이와카와 타쿠고 : 강덕천(정준원)
- 세키구치 유우고 : 제이(조한철)
- ? : 덕친 아내(이상희)
- 사사키 요시히토 : 송청장(최광일)
- 마에다 히로키 : 박선창(박해준)
- 모가미 츠구오 : 우반장(양익준)
- 하라다 아키라 : 이선생(Tzi Ma)
- 키우치 타로 : 진하림(변요한)

## 참고 사항
- 서영락 역으로 열연중이었던 1편에서는 류준열이었으나 2편에서는 오승훈이 서영락 역으로 교체 투입되었다.
- 진하림 역으로 열연중이었던 1편에서는 김주혁이었으나 2017년 10월 30일 오후 4시 30분경 서울특별시 강남구 삼성동에 위치한 삼성동 아이파크 아파트 앞 도로에서 차량 전도 교통사고를 일으켰으며, 2편에서는 변요한이 진하림 역으로 교체 투입되었다.

## 같이 보기
- 독전